# ناحية ذات السلاسل
ناحية ذات السلاسل هي ناحية في قضاء الشعلة بشمال غرب محافظة بغداد، استحدثت في 25 تشرين الثاني سنة 1968م، مساحتها 175 كيلومتراً مربعاً، عدد سكانها أكثر 237,000 نسمة وذلك بحسب أحصاء عام 2011م[بحاجة لمصدر]، تشمل المنطقة عدة أحياء سكنية، منها حي الجوادين وسبع البور والدوانم وغيرها وكانت سابقا تتبع قضاء الكاظمية.

## مقاطعاتها
| مقاطعات ناحية ذات السلاسل |         |        |        |
| المقاطعة ورقمها           | مساحتها | سكانها | سكانها |
| الثنية 2                  |         |        |        |
| السلاميات 5               |         |        |        |
| الغريباوي 1               |         |        |        |
| الطجاج والمصالحة 4 أ و4 ب |         |        |        |
| أبو عظام 24               |         |        |        |
| هور الباشا 25             |         |        |        |

## التسمية
سميت بسم ناحية ذات السلاسل نسبة إلى المعركة الشهيرة التي حدثت بين المسلمين والفرس وتدعى معركة ذات السلاسل في كاظمة.

## مقالة ذات صلة
- معركة ذات السلاسل